# Mallièvre
Mallièvre ist eine französische Gemeinde mit 240 Einwohnern (Stand: 1. Januar 2022) im Département Vendée in der Region Pays de la Loire. Die Gemeinde gehört zum Arrondissement La Roche-sur-Yon und zum Kanton Mortagne-sur-Sèvre. Die Einwohner werden Mallièvrais genannt.

## Geografie
Mallièvre liegt etwa 50 Kilometer ostnordöstlich von La Roche-sur-Yon. Der Sèvre Nantaise begrenzt die Gemeinde im Westen. Umgeben wird Mallièvre von den Nachbargemeinden Treize-Vents im Norden, Osten und Südosten sowie Les Epesses im Süden, Westen und Nordwesten. 

## Bevölkerungsentwicklung
| Jahr                      | 1962 | 1968 | 1975 | 1982 | 1990 | 1999 | 2006 | 2013 |
| Einwohner                 | 345  | 330  | 317  | 292  | 277  | 268  | 238  | 253  |
| Quelle: Cassini und INSEE |      |      |      |      |      |      |      |      |

## Sehenswürdigkeiten
- Kirche aus dem 19. Jahrhundert
- Burgruine von Mallièvre aus dem 10. Jahrhundert
- mittelalterliche Brücke über den Sèvre Nantaise

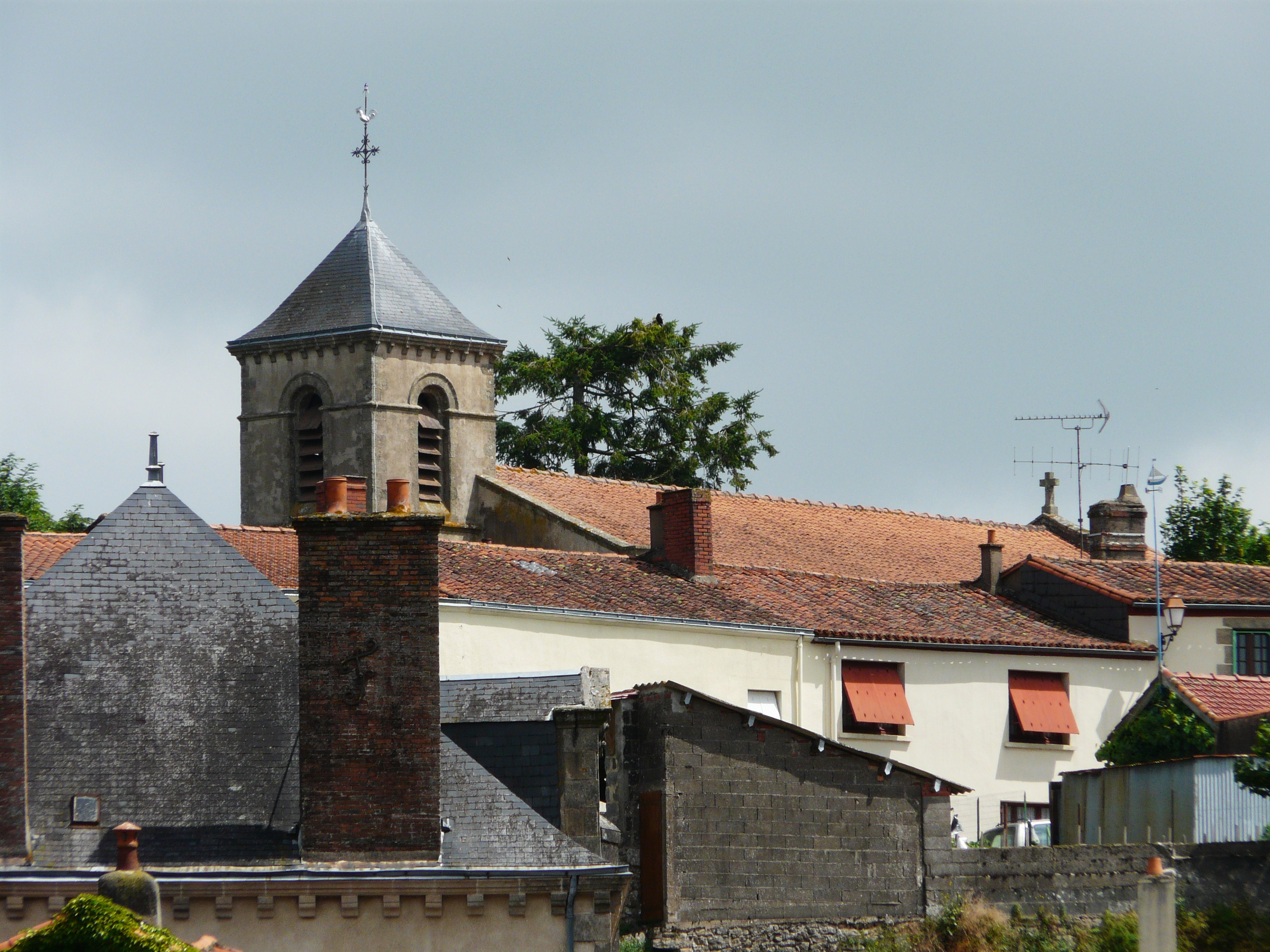
Kirche

- Mühlen am Sèvre Nantaise